# Фолькард фон Ботмер
Барон Фолькард фон Ботмер (нім. Volkhard Freiherr von Bothmer; 27 серпня 1882 — 20 березня 1948) — німецький офіцер-підводник, корветтен-капітан рейхсмаріне.

## Біографія
Представник знатного роду спадкових військовиків. 7 квітня 1900 року вступив на флот. Учасник Першої світової війни. З 16 травня 1916 по 19 травня 1917 року — командир підводного човна SM U-54, з 5 липня по 14 грудня 1917 року — SM UC-23. 22 листопада 1919 року звільнений у відставку.
Всього за час бойових дій потопив 15 кораблів загальною водотоннажністю 26 218 тонн і пошкодив 2 кораблі (5755 тонн).
| Дата            | Назва корабля          | Тип                | Тоннаж | Вантаж              | Загиблі | Країна              |
| --------------- | ---------------------- | ------------------ | ------ | ------------------- | ------- | ------------------- |
| 3 лютого 1917   | Tamara                 | Вітрильник         | 453    | Колоди              | 0       | Норвегія            |
| 4 лютого 1917   | Floridian              | Пароплав           | 4,777  | Генеральні вантажі  | 5       | Британська імперія  |
| 4 лютого 1917   | Palmleaf               | Танкер             | 5,489  | Баласт              | 0       | Британська імперія  |
| 5 лютого 1917   | Ainsdale (пошкоджений) | Вітрильник         | 1,825  | Кукурудза           | 0       | Британська імперія  |
| 5 лютого 1917   | Azul                   | Пароплав           | 3,074  | Пшениця             | 11      | Британська імперія  |
| 7 лютого 1917   | Wallace (пошкоджений)  | Пароплав           | 3,930  | Генеральні вантажі  | 1       | Британська імперія  |
| 7 лютого 1917   | Saxonian               | Танкер             | 4,855  | Парафінове масло    | 1       | Британська імперія  |
| 15 березня 1917 | Eugene Pergeline       | Вітрильник         | 2,203  | Нікелева руда       | 0       | Франція             |
| 1 квітня 1917   | Consul Persson         | Пароплав           | 1,835  | Руда                | 0       | Норвегія            |
| 1 квітня 1917   | Fjelland               | Пароплав           | 387    | Морожений оселедець | 1       | Норвегія            |
| 2 квітня 1917   | Havlyst                | Пароплав           | 532    | Баласт              | 0       | Норвегія            |
| 2 серпня 1917   | Ermine                 | Посильний корабель | 1,777  |                     | 24      | Британська імперія  |
| 6 вересня 1917  | Helgian                | Траулер ВМС        | 220    |                     | 10      | Британська імперія  |
| 7 вересня 1917  | By George              | Траулер ВМС        | 225    |                     | 2       | Британська імперія  |
| 21 вересня 1917 | SANTO NICOLA           | Вітрильник         | 159    |                     |         | Королівство Італія  |
| 21 вересня 1917 | SPIRIDON               | Вітрильник         | 128    |                     |         | Грецьке королівство |
| 23 вересня 1917 | NICOLAOS               | Вітрильник         | 104    |                     |         | Грецьке королівство |

## Звання
- Морський кадет (7 квітня 1900)
- Фенріх-цур-зее (19 квітня 1901)
- Лейтенант-цур-зее (27 вересня 1903)
- Оберлейтенант-цур-зее (30 березня 1906)
- Капітан-лейтенант (10 квітня 1911)
- Корветтен-капітан запасу (21 січня 1920)

## Нагороди
- Орден Червоного орла (9 серпня 1913)
- Залізний хрест 2-го і 1-го класу